# Sarapul
Sarapul (ru. Сарапул) este un oraș din Republica Udmurtia, Federația Rusă și are o populație de 103.141 locuitori.